# Péter Lipcsei
Péter Lipcsei, né le 28 mars 1972 à Kazincbarcika, est un footballeur hongrois ayant évolué au poste de milieu de terrain reconverti entraîneur.

## Carrière

### Équipe nationale
Il a commencé sa carrière internationale avec la Hongrie en 1996. Aujourd'hui, il compte 58 sélections et 1 but.

## Palmarès
- FC Porto
  - Super Liga : 1996
  - SuperTaça Cândido de Oliveira : 1996

- Ferencváros
  - Borsodi Liga : 1992, 1995, 2001, 2004
  - Vice-champion : 1998, 2002, 2003
  - Coupe de Hongrie : 1991, 1993, 1994, 1995, 2003, 2004
  - Supercoupe de Hongrie : 1993, 1994, 1995, 2004